# World Tennis League
La World Tennis League è un torneo d'esibizione di tennis che si gioca sul cemento. La prima edizione si è tenuta alla Coca-Cola Arena di Dubai, dal 19 al 24 dicembre 2022. L'evento è stato presentato per la prima volta a metà 2022, mentre i giocatori della prima edizione sono stati annunciati il 30 settembre.

## Formula
Il torneo prevede la partecipazione di 16 tennisti tra uomini e donne che formeranno quattro squadre miste le quali si sfideranno con la formula del girone all'italiana. Ogni sfida consisterà in tre match: uno di singolare maschile, uno di singolare femminile e il terzo di doppio misto. Ogni partita verrà giocata al meglio dei tre set, con la formula del set tie-break decisivo. Le due migliori squadre si qualificheranno per la finale che si disputerà il sesto e ultimo giorno del torneo.

## Albo d'oro
| Anno | Vincitori                                              | Finalisti                                                             | Risultato |
| ---- | ------------------------------------------------------ | --------------------------------------------------------------------- | --------- |
| 2022 | Hawks (A Zverev, E Rybakina, D Thiem, A Pavljučenkova) | Kites (F Auger-Aliassime, I Świątek, S Mirza, H Rune)                 | 32–25     |
| 2023 | Eagles (D. Medvedev, S. Kenin, A. Rublev, M. Andreeva) | Kites (S. Tsitsipas, A. Sabalenka, G. Dimitrov, P. Badosa, L. Harris) | 29–26     |